# نظام النسخ المتلاقية
سي.في.إس أو نظام الإصدارات المتلاقية (CVS)، هو نظام تحكم بالإصدار مفتوح المصدر، يقوم بتتبع كل التغييرات في مجموعة من الملفات، وبخاصة في حالة مشروع برنامج، مع السماح لعدة مطورين بالتعاون. طـُوّر هذا النظام من قبل ديك غرون (Dick Grune) في الثمانينات. بقي CVS لفترة طويلة نظام إصدار شعبي في عالم البرامج المفتوحة المصدر، وهو مرخص وفق رخصة جنو العمومية.

## وصلات خارجية
- نظام النسخ المتلاقية على موقع Open Hub (الإنجليزية)
- نظام النسخ المتلاقية على موقع Free Software Directory (الإنجليزية)
- موقع سي.في.إس الرسمي
- مقدمة حول سي.في.إس